# Дубровка (Каракулинский район)
Дубровка — выселок в Каракулинском районе Удмуртии. С 2005 по 2021 год входил в состав Ныргындинского сельского поселения.

## География
Выселок расположен на юго-востоке республики на расстоянии примерно в 27 километрах по прямой к юго-западу от районного центра Каракулино.
Часовой пояс
Выселок Дубровка как и вся Удмуртия, находится в часовой зоне МСК+1. Смещение применяемого времени относительно UTC составляет +4:00.

## Население
| 2010 | 2012 |
| ---- | ---- |
| 40   | ↗41  |

Национальный состав
Согласно результатам переписи 2002 года, русские составляли 45 %, а марийцы 51 % из 66 чел..